# Österreichische Fußballmeisterschaft 1935/36
Die Österreichische Fußballmeisterschaft 1935/36 wurde vom Wiener Fußball-Verband ausgerichtet und von dessen Mitgliedern bestritten. Als Unterbau zur I. Liga diente die zweigleisig geführte II. Liga. Diese Ligen waren nur für professionelle Fußballvereine zugänglich. Zudem wurden von weiteren Bundeslandverbänden Landesmeisterschaften in unterschiedlichen Modi auf Amateur-Basis ausgerichtet. Die jeweiligen Amateur-Landesmeister spielten anschließend bei der Amateurmeisterschaft ebenfalls einen Meister aus.

## I. Liga

### Allgemeines
Die Meisterschaft in der I. Liga wurde mit 12 Mannschaften bestritten, die während des gesamten Spieljahres je zwei Mal aufeinander trafen. Österreichischer Fußballmeister wurde Admira, die ihren fünften Meistertitel gewann und sich so für den Mitropapokal 1936 qualifizierte. Teilnahmeberechtigt war weiters der ÖFB-Cupsieger Austria sowie die Vienna als Zweiter der Meisterschaft. Unter dem Dritt- bis Fünftplatzierten wurde schließlich ein weiterer Startplatz ausgespielt. Der Wiener AC musste als Tabellenletzter in die II. Liga absteigen.

### Abschlusstabelle
| Pl. | Verein               | Sp. | S  | U | N  | Tore    | Diff. | Punkte |
| --- | -------------------- | --- | -- | - | -- | ------- | ----- | ------ |
| 1.  | SK Admira Wien       | 22  | 17 | 3 | 2  | 077:360 | +41   | 37     |
| 2.  | First Vienna FC 1894 | 22  | 14 | 4 | 4  | 048:250 | +23   | 32     |
| 3.  | SK Rapid Wien (M)    | 22  | 12 | 2 | 8  | 058:400 | +18   | 26     |
| 4.  | FC Wien              | 22  | 9  | 8 | 5  | 052:450 | +7    | 26     |
| 5.  | SC Wacker Wien       | 22  | 8  | 6 | 8  | 041:480 | −7    | 22     |
| 6.  | Wiener Sport-Club    | 22  | 8  | 5 | 9  | 032:350 | −3    | 21     |
| 7.  | FK Austria Wien (C)  | 22  | 8  | 4 | 10 | 044:420 | +2    | 20     |
| 8.  | Favoritner AC        | 22  | 9  | 1 | 12 | 035:570 | −22   | 19     |
| 9.  | Floridsdorfer AC     | 22  | 6  | 4 | 12 | 044:520 | −8    | 16     |
| 10. | FC Libertas Wien     | 22  | 6  | 4 | 12 | 037:460 | −9    | 16     |
| 11. | SC Hakoah Wien       | 22  | 6  | 3 | 13 | 036:580 | −22   | 15     |
| 12. | Wiener AC            | 22  | 5  | 2 | 15 | 037:570 | −20   | 12     |

### Torschützenliste
| Pl. | Tore    | Spieler           | Verein           |
| --- | ------- | ----------------- | ---------------- |
| 1   | 23 Tore | Wilhelm Hahnemann | SK Admira Wien   |
| 2.  | 17 Tore | Franz Binder      | SK Rapid Wien    |
| 3.  | 15 Tore | Adolf Vogl        | SK Admira Wien   |
|     |         | Johann Dostal     | Floridsdorfer AC |
| 5.  | 14 Tore | Matthias Kaburek  | SK Rapid Wien    |

siehe auch Die besten Torschützen

### Die Meistermannschaft der Wiener Admira
Peter Platzer, Emil Buchberger, Rößler – Robert Pavlicek, Otto Marischka, Schmöllerl; Johann Urbanek, Karl Humenberger, Josef Mirschitzka, Franz Hartl, Siegfried Joksch; Leopold Vogl, Wilhelm Hahnemann, Karl Stoiber, Josef Bican, Anton Schall, Adolf Vogl, Karl Durspekt – Trainer: Viktor Hierländer

## Qualifikationsturnier Mitropapokal
| Pl. | Quali Mitropapokal 1935/36 | Sp. | S | U | N | Tore | TQ/Diff. | Punkte |
| --- | -------------------------- | --- | - | - | - | ---- | -------- | ------ |
| 1.  | SK Rapid Wien              | 2   | 2 | 0 | 0 | 7:4  | +3       | 4      |
| 2.  | FC Wien                    | 2   | 1 | 0 | 1 | 4:2  | +2       | 2      |
| 3.  | SC Wacker Wien             | 2   | 0 | 0 | 2 | 3:8  | −5       | 0      |

## Relegation
|         | Gesamt |                     | Hinspiel | Rückspiel |
| ------- | ------ | ------------------- | -------- | --------- |
| Post SV | 3:1    | SC Austro-Fiat Wien | 1:0      | 2:1       |

## II. Liga

### Allgemeines
In der II. Liga war eine Liga Nord und in eine Liga Süd aufgestaffelt, in denen je 13 Mannschaften, die während des gesamten Spieljahres je zweimal aufeinander trafen, um den Aufstieg in die I. Liga spielten. Die beiden Tabellenersten Post SV (Nord) und SC Austro-Fiat Wien (Süd) spielten anschließend in der Relegation um den Aufstieg in die I. Liga.

### II. Liga Nord
Abschlusstabelle
| Pl. | Verein                           | Sp. | S  | U | N  | Tore    | Diff. | Punkte |
| --- | -------------------------------- | --- | -- | - | -- | ------- | ----- | ------ |
| 1.  | Post SV Wien                     | 24  | 17 | 6 | 1  | 065:230 | +42   | 40     |
| 2.  | SC Weiße Elf Wien                | 24  | 12 | 8 | 4  | 063:370 | +26   | 32     |
| 3.  | SC Red Star Wien                 | 24  | 14 | 4 | 6  | 062:390 | +23   | 32     |
| 4.  | SPC Helfort Wien                 | 24  | 13 | 5 | 6  | 056:330 | +23   | 31     |
| 5.  | GB Merkur Wien                   | 24  | 11 | 7 | 6  | 061:490 | +12   | 29     |
| 6.  | SV Straßenbahn Wien              | 24  | 10 | 8 | 6  | 049:440 | +5    | 28     |
| 7.  | SC Standard Wien                 | 24  | 9  | 6 | 9  | 051:410 | +10   | 24     |
| 8.  | ASK Schwechat                    | 24  | 8  | 6 | 10 | 050:490 | +1    | 22     |
| 9.  | Heeres SV Wien                   | 24  | 8  | 5 | 11 | 053:460 | +7    | 21     |
| 10. | Polizei SV Wien                  | 24  | 7  | 4 | 13 | 036:430 | −7    | 18     |
| 11. | SC Neubau                        | 24  | 6  | 3 | 15 | 026:580 | −32   | 15     |
| 12. | Vienna Cricket and Football-Club | 24  | 3  | 5 | 16 | 033:610 | −28   | 11     |
| 13. | SC Gelb-Rot Juventus Wien        | 24  | 4  | 1 | 19 | 028:110 | −82   | 09     |

### II. Liga Süd
Abschlusstabelle
| Pl. | Verein                       | Sp. | S  | U  | N  | Tore    | Diff. | Punkte |
| --- | ---------------------------- | --- | -- | -- | -- | ------- | ----- | ------ |
| 1.  | SC Austro-Fiat Wien          | 24  | 16 | 4  | 4  | 044:190 | +25   | 36     |
| 2.  | 1. Simmeringer SC            | 24  | 16 | 3  | 5  | 075:300 | +45   | 35     |
| 3.  | ESV Ostbahn XI               | 24  | 15 | 4  | 5  | 054:400 | +14   | 34     |
| 4.  | 1. Favoritner FC Vorwärts 06 | 24  | 13 | 6  | 5  | 053:340 | +19   | 32     |
| 5.  | SC Metallum Wien             | 24  | 10 | 7  | 7  | 046:330 | +13   | 27     |
| 6.  | Brigittenauer AK             | 24  | 11 | 4  | 9  | 054:530 | +1    | 26     |
| 7.  | SC Herrmann Wien             | 24  | 8  | 4  | 12 | 049:580 | −9    | 20     |
| 8.  | Landstraßer Amateure         | 24  | 5  | 10 | 9  | 044:530 | −9    | 20     |
| 9.  | SC Rapid Oberlaa             | 24  | 7  | 5  | 12 | 049:570 | −8    | 19     |
| 10. | Germania Schwechat           | 24  | 7  | 3  | 14 | 050:530 | −3    | 17     |
| 11. | SC Burgtheater               | 24  | 7  | 2  | 15 | 037:670 | −30   | 16     |
| 12. | SV Donau Wien                | 24  | 4  | 7  | 13 | 040:630 | −23   | 15     |
| 13. | ABC Wien                     | 24  | 5  | 5  | 14 | 028:630 | −35   | 15     |

## Damenfußballmeisterschaft
In der Saison 1935/36 wurde erstmals in der Geschichte des österreichischen Fußballs eine Damenfußballmeisterschaft ausgetragen, die von der Der Österreichischen Damenfußball-Union ausgerichtet wurde. Die Spiele fanden allesamt am Tschechischen-Herz-Platz, dem Baumgartner Platz oder auf dem Heiligenstädter Platz statt und lockten stets mehrere hundert Zuschauer an. Erster Meister wurde der Damenfußballclub DFC Austria Wien, der sich mit einem 4:0 über Tempo den Titel sicherte. Knackpunkt war jedoch der 3:2-Sieg in der vorhergehenden Runde gegen den schärfsten Rivalen Vindobona. Folgende neun Mannschaften hatten sich an der Meisterschaft beteiligt:
Abschlusstabelle
| Pl. | Verein           | Sp. | S  | U | N | Tore | Diff. | Punkte |
| --- | ---------------- | --- | -- | - | - | ---- | ----- | ------ |
| 1.  | DFC Austria Wien | 16  | 14 | 1 | 1 | 89:7 |       | 29     |
| 2.  | DFC Wien         |     |    |   |   |      |       |        |
| 3.  | DFC Vindobona    |     |    |   |   |      |       |        |
| 4.  | DFC Brigitta XX  |     |    |   |   |      |       |        |
| 5.  | DFC Tempo Wien   |     |    |   |   |      |       |        |
| .   | DFC Lichtental   |     |    |   |   |      |       |        |
| .   | DFC Schwarzweiß  |     |    |   |   |      |       |        |
| .   | DFC Wien         |     |    |   |   |      |       |        |
| .   | DFC Rapid Wien   |     |    |   |   |      |       |        |
| .   | DFC Hertha Wien  |     |    |   |   |      |       |        |

## Amateurmeisterschaft

### Spielergebnisse
| Vorrunde                       | Vorrunde | Vorrunde                       | Vorrunde | Vorrunde |
| ------------------------------ | -------- | ------------------------------ | -------- | -------- |
| SK Austria Klagenfurt          | 6:10     | SK Sturm Graz                  | 3:4      | 3:6      |
| Viertelfinale                  |          |                                |          |          |
| ESV Ostbahn XI                 | 5:7      | SC Hutter & Schrantz Pinkafeld | 2:3      | 3:4      |
| SK Sturm Graz                  | 6:7      | 1. Wiener Neustädter SC        | 6:1      | 0:6      |
| Salzburger AK 1914             | 1:7      | Innsbrucker AC                 | 0:1      | 1:6      |
| FC Lustenau 07                 | 3:4      | Linzer ASK                     | 2:1      | 1:3      |
| Halbfinale                     |          |                                |          |          |
| SC Hutter & Schrantz Pinkafeld | 2:8      | 1. Wiener Neustädter SC        | 2:6      | 0:2      |
| Innsbrucker AC                 | 6:3      | Linzer ASK                     | 5:0      | 1:3      |
| Finale                         |          |                                |          |          |
| Innsbrucker AC                 | 2:9      | 1. Wiener Neustädter SC        | 2:3      | 0:6      |

### Finaldaten
Hinspiel
| Innsbrucker AC – 1. Wiener Neustädter SC 2:3 | Innsbrucker AC – 1. Wiener Neustädter SC 2:3 |
| -------------------------------------------- | --- |
| Daten                                        | 6. September 1936, IAC-Platz |
| Tore                                         | Innsbruck: Karl Leitinger, Karl Florian; Neustadt: Alfred Müller, Emmerich Hamberger, Eigentor Karl Facinelli                                                                                 |
| IAC                                          | Elmar Bilek; Hans Geiger, Karl Facinelli, Josef Stauder, Josef Tschellnig, Hermann Geiger, Franz Draxl, Ernst Letsch, Franz Dobringer, Karl Florian, Karl Leitinger                           |
| WNSC                                         | Felix Schwarz; Franz Wallisch, Heinrich Franta, Adolf Ochsenhofer, Alfred Müller, August Höbert, Emmerich Hamberger, Erwin Pappenscheller, Franz Prechtl, Karl Schatzer, Ferdinand Kohlhauser |

Rückspiel
| 1. Wiener Neustädter SC – Innsbrucker AC 6:0 | 1. Wiener Neustädter SC – Innsbrucker AC 6:0 |
| -------------------------------------------- | --- |
| Daten                                        | 13. September 1936, WNSC-Platz (3.500) |
| Tore                                         | Neustadt: Franz Prechtl (2), Karl Schatzer (2), Erwin Pappenscheller (2) |
| WNSC                                         | Felix Schwarz; Franz Wallisch, Heinrich Franta, Adolf Ochsenhofer, Alfred Müller, August Höbert, Adolf Ofner, Erwin Pappenscheller, Franz Prechtl, Karl Schatzer, Ferdinand Kohlhauser |
| IAC                                          | Elmar Bilek; Hans Geiger, Karl Facinelli, Josef Stauder, Josef Tschellnig, Hermann Geiger, Franz Draxl, Ernst Letsch, Franz Dobringer, Karl Florian, Karl Leitinger                    |

## Landesligen

### Niederösterreich
Landesmeister von Niederösterreich wurde der 1. Wiener Neustädter SC.

### Oberösterreich
Abschlusstabelle
| Pl. | Verein            | Sp. | S  | U | N | Tore    | Diff. | Punkte |
| --- | ----------------- | --- | -- | - | - | ------- | ----- | ------ |
| 1.  | Linzer ASK        | 14  | 10 | 3 | 1 | 052:240 | +28   | 23     |
| 2.  | SV Urfahr Linz    | 14  | 10 | 2 | 2 | 066:180 | +48   | 22     |
| 3.  | SK Admira Linz    | 14  | 8  | 2 | 4 | 051:450 | +6    | 18     |
| 4.  | Welser SC         | 14  | 5  | 4 | 5 | 030:390 | −9    | 14     |
| 5.  | SK Amateure Steyr | 14  | 5  | 1 | 8 | 036:380 | −2    | 11     |
| 6.  | SK Vorwärts Steyr | 14  | 4  | 1 | 9 | 031:530 | −22   | 09     |
| 7.  | Germania Linz     | 14  | 2  | 5 | 7 | 015:450 | −30   | 09     |
| 8.  | SC Hertha Wels    | 14  | 2  | 4 | 8 | 024:430 | −19   | 08     |

### Burgenland
Landesmeister des Burgenlands wurde der SC Hutter & Schrantz Pinkafeld.

### Salzburg
Abschlusstabelle
| Pl. | Verein                | Sp. | S | U | N | Tore    | Diff. | Punkte |
| --- | --------------------- | --- | - | - | - | ------- | ----- | ------ |
| 1.  | Salzburger AK 1914    | 6   | 6 | 0 | 0 | 035:700 | +28   | 12     |
| 2.  | 1. Salzburger SK 1919 | 6   | 3 | 0 | 3 | 015:280 | −13   | 06     |
| 3.  | SV Austria Salzburg   | 6   | 2 | 0 | 4 | 016:170 | −1    | 04     |
| 4.  | Halleiner AC          | 6   | 1 | 0 | 5 | 016:300 | −14   | 02     |

### Steiermark
Abschlusstabelle
| Pl. | Verein           | Sp. | S  | U | N  | Tore    | Diff. | Punkte |
| --- | ---------------- | --- | -- | - | -- | ------- | ----- | ------ |
| 1.  | SK Sturm Graz    | 16  | 11 | 2 | 3  | 058:240 | +34   | 24     |
| 2.  | Grazer AK        | 16  | 10 | 4 | 2  | 045:220 | +23   | 24     |
| 3.  | Kapfenberger SC  | 16  | 8  | 4 | 4  | 046:260 | +20   | 20     |
| 4.  | WSV Donawitz     | 16  | 9  | 1 | 6  | 043:320 | +11   | 19     |
| 5.  | Grazer SC        | 16  | 9  | 0 | 7  | 050:380 | +12   | 18     |
| 6.  | ESV Austria Graz | 16  | 5  | 2 | 9  | 028:470 | −19   | 12     |
| 7.  | Südbahn Graz     | 16  | 3  | 5 | 8  | 018:380 | −20   | 11     |
| 8.  | FC Graz          | 16  | 3  | 4 | 9  | 025:460 | −21   | 13     |
| 9.  | SC Wacker Graz   | 16  | 2  | 2 | 12 | 024:640 | −40   | 06     |

### Kärnten
Abschlusstabelle
| Pl. | Verein                  | Sp. | S | U | N | Tore    | Diff. | Punkte |
| --- | ----------------------- | --- | - | - | - | ------- | ----- | ------ |
| 1.  | SK Austria Klagenfurt   | 8   | 7 | 0 | 1 | 051:140 | +37   | 14     |
| 2.  | Klagenfurter AC         | 8   | 5 | 1 | 2 | 024:140 | +10   | 11     |
| 3.  | SK Weiß-Grün Klagenfurt | 7   | 3 | 0 | 4 | 013:380 | −25   | 06     |
| 4.  | Villacher SV            | 7   | 2 | 1 | 4 | 015:160 | −1    | 05     |
| 5.  | SK Rapid Klagenfurt     | 8   | 1 | 0 | 7 | 009:300 | −21   | 02     |

### Tirol
Abschlusstabelle
| Pl. | Verein                 | Sp. | S | U | N | Tore    | Diff. | Punkte |
| --- | ---------------------- | --- | - | - | - | ------- | ----- | ------ |
| 1.  | Innsbrucker AC         | 12  | 8 | 4 | 0 | 047:110 | +36   | 20     |
| 2.  | Heeres SV Innsbruck    | 12  | 8 | 1 | 3 | 055:150 | +40   | 17     |
| 3.  | Innsbrucker SK         | 12  | 7 | 2 | 3 | 028:180 | +10   | 16     |
| 4.  | FC Veldidena Innsbruck | 12  | 5 | 2 | 5 | 018:400 | −22   | 12     |
| 5.  | SV Innsbruck           | 12  | 2 | 3 | 7 | 014:320 | −18   | 07     |
| 6.  | SV Hall                | 12  | 2 | 3 | 7 | 014:390 | −25   | 07     |
| 7.  | FC Wacker Innsbruck    | 12  | 1 | 3 | 8 | 017:380 | −21   | 05     |

### Vorarlberg
Abschlusstabelle
| Pl. | Verein                  | Sp. | S | U | N  | Tore    | Diff. | Punkte |
| --- | ----------------------- | --- | - | - | -- | ------- | ----- | ------ |
| 1.  | FC Lustenau 07          | 12  | 9 | 2 | 1  | 041:130 | +28   | 20     |
| 2.  | FC Bregenz              | 12  | 8 | 0 | 4  | 032:220 | +10   | 16     |
| 3.  | FC Dornbirn 1913        | 12  | 5 | 3 | 4  | 028:250 | +3    | 13     |
| 4.  | FC Bludenz              | 12  | 6 | 1 | 5  | 024:370 | −13   | 13     |
| 5.  | SC Austria Lustenau     | 12  | 5 | 1 | 6  | 032:250 | +7    | 11     |
| 6.  | Garnisons-SpVgg Bregenz | 12  | 4 | 2 | 6  | 027:280 | −1    | 10     |
| 7.  | SpVgg Hard              | 12  | 0 | 1 | 11 | 019:530 | −34   | 01     |